# Maneca (geslacht)
Maneca is een geslacht van vlinders van de familie Lycaenidae.

## Soorten
- M. bhotea (Moore, 1884)
- M. mamertina M.